# Championnat de France de football australien
 (août 2024).
Le Championnat de France de football australien dénommé « Championnat de France de football australien Léo Lagrange » est une compétition de football australien qui représente en France le sommet de la hiérarchie du football australien. La compétition se déroule annuellement sous forme d'un championnat mettant aux prises neuf clubs amateurs. Une saison du championnat commence en automne et se termine au printemps suivant. La première journée de l'édition inaugurale se tient le 29 mars 2009 pour une finale qui déroule à Perpignan. Le championnat comprend deux phases : la phase dite de saison régulière disputée par les neuf équipes et une phase finale regroupant les quatre meilleures équipes de la saison régulière, dont la finale qui se dispute à un endroit différent chaque année. Il s'agit d'un championnat fermé (pas de relégation). Les Paris Cockerels est le club le plus couronné avec cinq titres de champion de France. Les Paris Cockatoos sont les tenants du titre de la saison 2021-2022.

## Historique
Le Championnat de France est créé en 2009, sous l'impulsion qui suit la première Coupe de France créée le 28 juin 2008 à Paris, dans le Bois de Vincennes. La compétition est prise en charge par le Comité national de football australien qui contrôle les règles de ce sport. Cependant, dès la première année, Le 1er championnat de France s'annonce fragile et ne réunit que les 4 plus anciens clubs actifs de France, Perpignan et Toulouse n'étant pas assez bien formés à l'époque pour pouvoir participer à cette compétition. De plus, il est en effet très difficile pour les clubs de pouvoir assumer plusieurs journées dans toute la France avec un effectif suffisant. Néanmoins, les deux équipes n'y participant pas envoient leurs joueurs pour renforcer les effectifs. À la fin de cette première édition les Paris Cockerels sont sacrés Champion de France.
Lors de la deuxième édition en 2010, la compétition réunissant 6 des 7 clubs existants, les Strasbourg Kangourous ont décidé de ne pas participer à cette édition pour restructurer leur club et préparer au mieux la Coupe de France du 26 juin 2010. Pour pallier la défection de Strasbourg le club d'Andorre, les Andorra Crows se présentent face à 5 clubs français avec un effectif plutôt limité en quantité. À la même époque, les Perpignan Tigers entament leur première participation au championnat de France après avoir créé la surprise à Bordeaux lors de la dernière Coupe de France face aux Paris Cockerels. Ces derniers remporteront leur deuxième titre consécutif de Champion de France. 

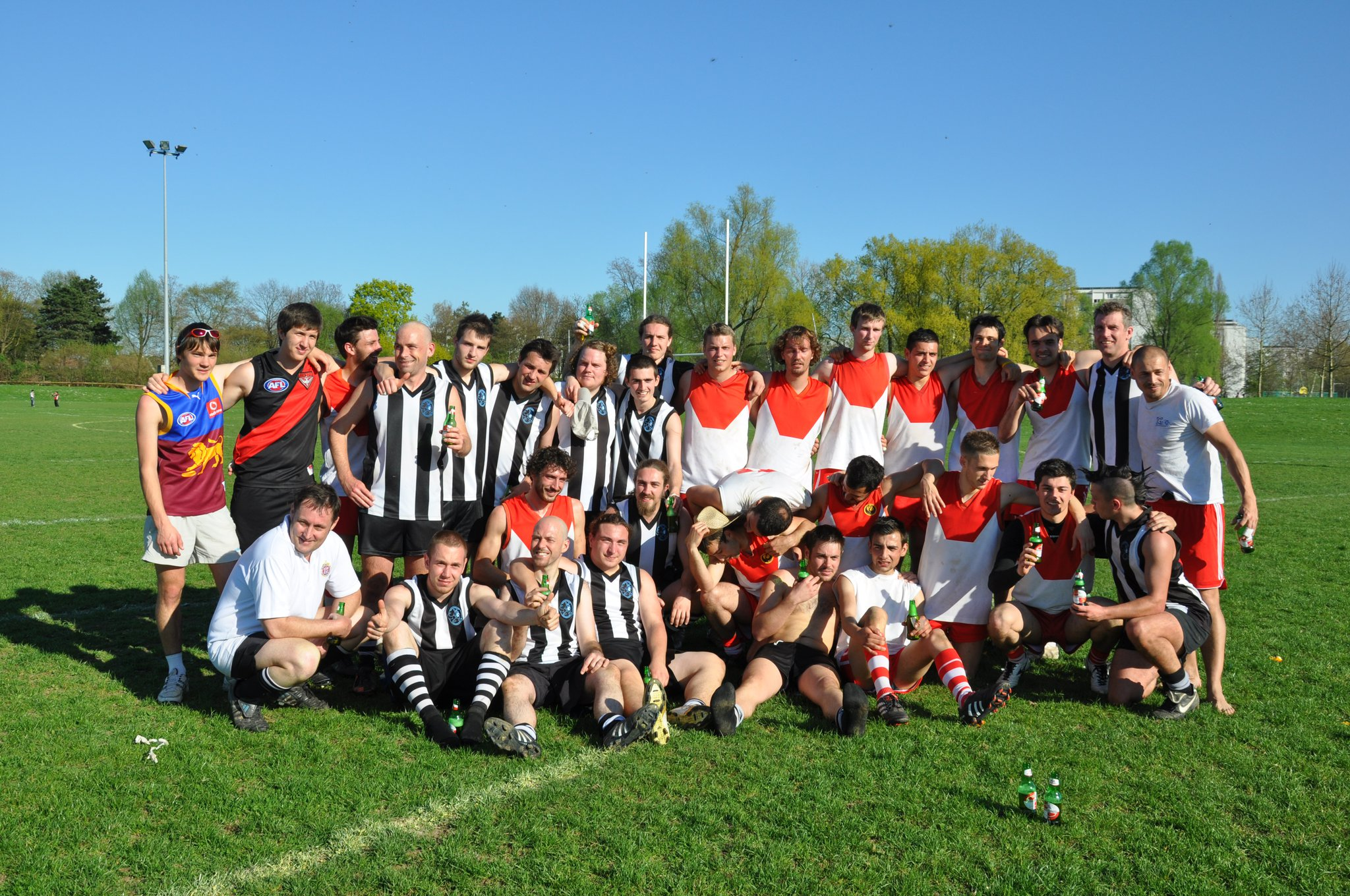
Dernière journée de la 3e édition du championnat de France entre Strasbourg et Bordeaux

Pour la 3e édition, le championnat est réparti en deux poules géographiques de trois clubs : Poule Nord et Poule Sud. Dans cette deuxième poule comptera pour la première fois depuis la création de la compétition une entente entre les Perpignan Tigers et les Montpellier Fire Sharks. L'équipe des Aix-Marseille Dockers fait sa première entrée dans le championnat quelques jours après sa création. Pour la première fois dans le championnat de France, l'équipe parisienne ne peut prétendre au titre en terminant deuxième de la poule nord derrière le club bordelais qui est finalement sacré champion de la 3e édition face au Toulouse Crocodiles.
Lors de la 4e édition, la formule change et le championnat est composé de deux "divisions" : la Super League et la Development League, afin de pouvoir développer plus efficacement le football australien dans l'hexagone. Aujourd'hui ce sport tout récent doit faire face à des écarts de jeu entre les clubs au sein du championnat français, et plus particulièrement entre les nouveaux clubs tel que la récente équipe sudiste des Marseille Dockers en recherche de développement sur le long terme et l'équipe de la capitale, les Paris Cockerels en quête d'un développement plus efficace. Ainsi, la Super League est constituée de quatre équipes : les Bordeaux Bombers tenant du titre, des Paris Cockerels, des Strasbourg Kangourous et des Toulouse Hawks (anciennement les Toulouse Crocodiles). La Development League quant à elle comptera 3 clubs : les Marseille Dockers jeune club ayant terminé quatrième pour sa première participation en 2010, les Montpellier Fire Sharks et les Perpignan Tigers.

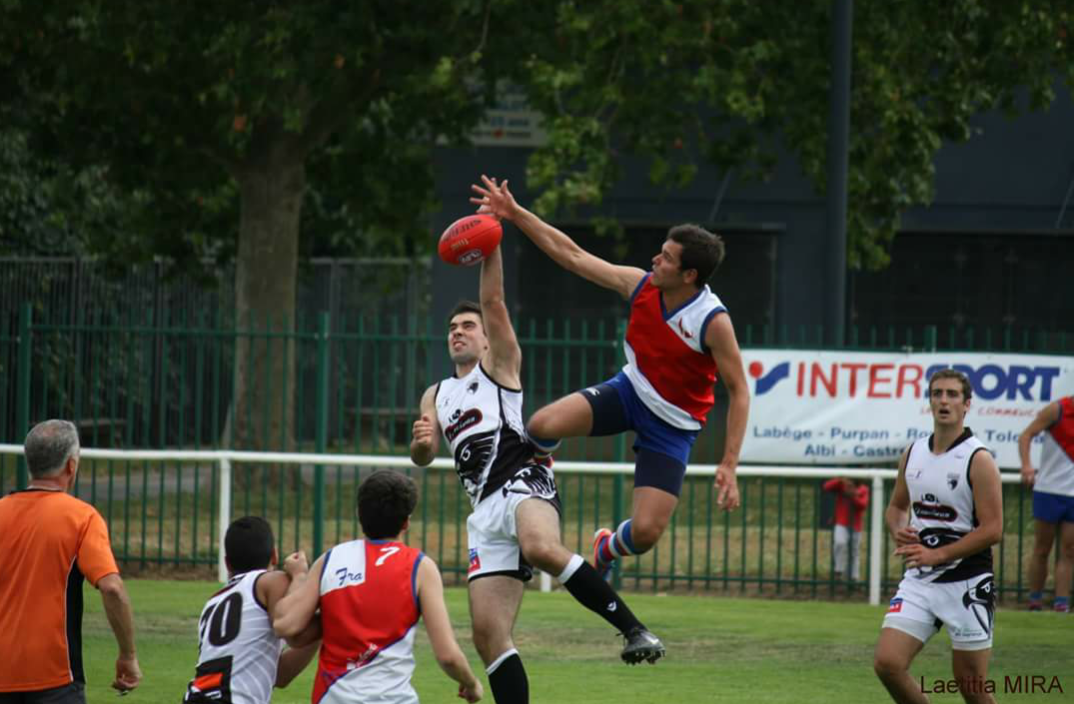
Finale du championnat de France entre Paris et Toulouse.

En 2012, les Perpignan Tigers ne participe pas à la cinquième édition, mais la nouvelle équipe des Coyotes de Cergy sont prêts à les remplacer comme troisième équipe de la Development League. Pour la deuxième année consécutive les Montpellier Fire Sharks remporte leur second titre du championnat de Development League. Quant à la Super League, la finale n'a malheureusement pas lieu et se sont les hôtes de la finale, les Toulouse Hawks qui sont déclarés Champion de France face au Paris Cockerels. Au vu du nombre de forfait et le peu de matchs notamment pour la Development League en raison de problèmes financiers et de blessures à répétitions le championnat 2013-2014 se fait sous forme d’une poule unique. Lors de cette 6e édition, la nouvelle équipe des Lions de Lyon remplacent les Marseille Dockers qui ne peuvent concourir pour le titre. Les Toulouse Hawks remportent leur second championnat consécutif en s'imposant en finale face aux Parisiens 104 à 64, réalisant une saison parfaite sans aucune défaite. Lors de cette 7e édition, l'équipe des Perpignan Tigers fait son retour à la compétition après 3 ans d'absence. Lors de la demi-finale opposant Toulouse à Montpellier, c'est ce dernier qui élimine le tenant du titre et qui devient la première équipe du championnat à éliminer l'équipe hôte, sur le score de 82 à 105. Pour leur première finale, les sudistes sont durement battu par Paris sur le score de 178 à 62.  Une seconde équipe Parisienne, les Paris Cockatoos devient la neuvième équipe à évoluer dans le Championnat de France pour la saison 2015-2016. Elle remporte cette année-là son premier titre de Champion de France lors de la finale face au Coyotes de Cergy-Pontoise (110 à 90). Comme la saison précédente une deuxième équipe se créée dans le département de la Haute-Garonne à proximité des Toulouse Hawks, le club de Blagnac Aviators prenant part au championnat de France 2017. Après quatre d'existence et des débuts difficiles, le club rhodanien des ALFA Lions devient champion de France en écrasant les Paris Cockatoos (104-41) lors de sa première finale au Stade Jean-Bouin à Paris.
La saison 2019/2020 est annulée à la suite de la pandémie de Covid-19.

## Organisation
Le 13e Championnat de France de football australien réunit 10 clubs répartis en deux poules.
| Club                      | Ville          | Classement 2017-2018 | Entraîneur        | Depuis | Stade                           | Capacité théorique | Date de création |
| ------------------------- | -------------- | -------------------- | ----------------- | ------ | ------------------------------- | ------------------ | ---------------- |
| ALFA Lions                | Lyon           | 8                    | Charles Bernigaud | 2015   | Parc de Parilly                 | ?                  | 2013             |
| Bordeaux Bombers          | Bordeaux       | 6                    | Benoît Macaud     | 2015   | Stade des Bords de Jalle        | 1 000              | 2007             |
| Bayonne Toreadors         | Bayonne        |                      | Sylvain Maylié    | 2016   | Stade La Floride                | ?                  | 2017             |
| Perpignan Tigers          | Perpignan      | 5                    | Yann Cornaton     | 2016   | Stade Daniel-Ambert             | 4 500              | 2008             |
| Toulouse Hawks            | Toulouse       | 3                    | Julien Maylie     | 2010   | Stade Robert Barran             | ?                  | 2008             |
| Antony Blues              | Antony         | Nouveau club         | ?                 | 2020   | Stade de la Grenouillère        | ?                  | 2018             |
| Coyotes de Cergy-Pontoise | Cergy-Pontoise | 2                    | Hervé Desjardin   | 2016   | Stade de l'ASPTT Cergy-Pontoise | ?                  | 2011             |
| Paris Cockerels           | Paris          | 4                    | Steven Ryan       | 2013   | Stade du Polygone               | ?                  | 1998             |
| Paris Cockatoos           | Paris          | 1                    | Andrew Unsworth   | 2015   | Stade du Polygone               | ?                  | 2015             |
| Strasbourg Kangourous     | Strasbourg     |                      | Julien Tanguy     | 2005   | Stade de Hautepierre            | 800                | 2005             |

| \| Perpignan Bayonne Bordeaux Lyon Paris Toulouse Cergy Antony \| Localisation des clubs engagés dans le championnat. |
| Perpignan Bayonne Bordeaux Lyon Paris Toulouse Cergy Antony                                                           |

### Format de la compétition

#### Saison régulière
De la première et second édition en 2009 et 2010, le championnat s'organise de manière que les équipes s'affrontent en match aller et retour. L'équipe terminant première au classement était désignée gagnante du championnat. Dès la saison suivante, la compétition est répartie en deux poules géographiques de trois clubs : Poule Nord et Poule Sud. Ainsi, le championnat comprend deux phases : la phase dite de saison régulière disputée par les six équipes et une phase finale regroupant les six équipes de la saison régulière. Ainsi le troisième de la poule Nord affronte le troisième de la poule Sud pour la cinquième place, le deuxième de la poule Nord affronte le deuxième de la poule Sud pour la troisième place et le premier de la poule Nord affronte le premier de la poule Sud pour le titre de Champion de France. Pour la quatrième édition la formule change encore et est composé de deux "divisions" : la Super League et la Development League. Les équipes s'affrontent chacune dans leur propre division en matchs aller et retour. L'équipe terminant première au classement de chaque league est désignée vainqueur. Lors de la sixième édition, le championnat retourne sous la forme d’une poule unique avec match aller seulement. 

#### Séries éliminatoires
Les quatre meilleures équipes de la saison régulière se rencontrent lors de séries éliminatoires qui se déroulent sur 2 semaines jusqu'en juin date à laquelle la finale détermine le vainqueur. Ainsi, les quatre premières équipes s'affrontent entre elles le premier week-end (1er vs 4e & 2e vs 3e). Les deux vainqueurs des demi-finales s'affrontent dans la grande finale lors de l'avant-dernier samedi de juin. Le champion de France reçoit une bouclier. En 2014, la finale s'est joué chez le vainqueur de l’année précédente.

### Évolution du règlement

#### Points au classement
Lors de la première saison en 2009, la victoire valait quatre points, le match nul deux points et la défaite zéro point. Depuis 2011, la défaite rapporte un point et le match perdu par forfait zéro point.

## Palmarès et statistiques

### Palmarès
Depuis le premier championnat de France en mars 2009 jusqu'à la saison 2018-2019, 11 titres sont mis en jeu. 5 clubs parviennent à remporter le championnat et un seul club reste le plus titré : les Paris Cockerels. 
| Date          | Vainqueur                                     | Score    | Finaliste                            | Lieu                               |  |
| ------------- | --------------------------------------------- | -------- | ------------------------------------ | ---------------------------------- |  |
| 13 juin 2009  | Paris Cockerels                               | -        | -                                    | -                                  |  |
| 29 mai 2010   | Paris Cockerels                               | -        | -                                    | -                                  |  |
| 14 mai 2011   | Bordeaux Bombers                              | 77 – 52  | Toulouse Hawks                       | Perpignan                          |  |
| 26 mai 2012   | Bordeaux Bombers                              | -        | -                                    | -                                  |  |
| 1er juin 2013 | Toulouse Hawks                                | -        | -                                    | -                                  |  |
| 14 juin 2014  | Toulouse Hawks                                | 104 – 62 | Paris Cockerels                      | Stade Pierre Corbarieu, Toulouse   |  |
| 27 juin 2015  | Paris Cockerels                               | 172 - 62 | Montpellier Fire Sharks              | Stade du Polygone, Vincennes       |  |
| 25 juin 2016  | Paris Cockatoos                               | 110-90   | Coyotes de Cergy-Pontoise            | Stade des Bords de Jalle, Bordeaux |  |
| 30 avril 2017 | ALFA Lions                                    | 104-41   | Paris Cockatoos                      | Stade Jean-Bouin                   |  |
| 26 mai 2018   | Paris Cockerels                               | 159- 53  | Coyotes de Cergy-Pontoise            | Stade Pierre Corbarieu, Toulouse   |  |
| 15 juin 2019  | Paris Cockerels                               | 141-86   | Stade Toulousain Football Australien | Parc de Parilly, Vénissieux        |  |
| 2020          | annulée à la suite de la pandémie de Covid-19 |          |                                      |                                    |  |
| 2021          | annulée à la suite de la pandémie de Covid-19 |          |                                      |                                    |  |
| 11 juin 2022  | Paris Cockatoos                               | 123-66   | ALFA Lions                           | Stade Grenouillère, Antony         |  |
| 10 juin 2023  | Paris Cockatoos                               | 121-97   | Gabians de Palavas                   | Bayonne                            |  |
| 10 juin 2023  | Gabians de Palavas                            | 86-81    | Paris Cockatoos                      | Palavas les flots                  |  |
|               |                                               |          |                                      |                                    |  |
| 28 juin 2025  | Antony Blues                                  | 106-93   | Bayonne Dockers                      | Stade Christian Belascain, Bayonne |  |

## Bilans

### Clubs
Le tableau suivant liste les clubs vainqueurs du championnat de France, le nombre de titres remportés et les années correspondantes.
| Rang | Club               | Titres | Années                         |
| ---- | ------------------ | ------ | ------------------------------ |
| 1    | Paris Cockerels    | 5      | 2009, 2010, 2015, 2018 et 2019 |
| 3    | Bordeaux Bombers   | 2      | 2011 et 2012                   |
| 3    | Toulouse Hawks     | 2      | 2013 et 2014                   |
| 4    | ALFA Lions         | 1      | 2017                           |
| 2    | Paris Cockatoos    | 3      | 2016, 2022 et 2023             |
| 4    | Gabians de Palavas | 1      | 2024                           |

| Rang | Club                    | Titres | Années       |
| ---- | ----------------------- | ------ | ------------ |
| 1    | Montpellier Fire Sharks | 2      | 2012 et 2013 |

### Statistiques et records

#### Clubs
Saisons
- Plus grand nombre de saisons disputées en Championnat : 10 saisons
  - Bordeaux Bombers et Paris Cockerels
- Plus grand nombre de saisons d'affilée en Super Ligue : 10 saisons
  - Bordeaux Bombers et Paris Cockerels (entre la saison 2009-2009 et 2017-2018)

Titres
- Plus grand nombre de titres : 5 titres
  - Paris Cockerels
- Plus grand nombre de titres consécutifs : 2 titres
  - Toulouse Hawks, Bordeaux Bombers,Paris Cockerels et Paris Cockatoos

Points
- Plus grand nombre de points sur une saison (victoires à 4 points) : 28 points
  - ALFA Lyon (2017)
  - Paris Cockerels (2015)

## Qualification pour l'épreuve européenne
Le vainqueur du championnat de France permet de déterminer le club qui est admis à participer à la Ligue des champions. Disputé pour la première fois le 21 mars 2015, les Toulouse Hawks est la première équipe française à participer à l'épreuve en terminant 5ème sur les 10 équipes engagées. La saison suivante c'est l'équipe de Paris Cockerels qui représente la France et finissent .. .
En 2017 l'équipe des Paris Cockatoos termine à la 7ème place. en 2018 les Alfa Lions ainsi que les Bordeaux bombers participent à cette édition pour finir respectivement à la 5ème et la 7ème place, l'édition 2019 voit de nouveau l'équipe de Paris Cockerels finir à la 5ème place.
Après 2 années sans compétition les Paris Cockatoos arrivent sur le podium en 2022, ils décrochent la 3ème place, ils reviennent en 2023 pour battre leur record mais terminent à une belle 4ème place.

## Couverture médiatique
La première diffusion d'une finale du championnat de France a lieu lors de la finale de 2016 en direct sur la chaîne Youtube du Comité national de football australien. 
L'équipe des Antony blues diffuse ses matchs sur leur chaine Youtube